# Vanderhorstia mertensi
Vanderhorstia mertensi es una especie de peces de la familia de los Gobiidae en el orden de los Perciformes.

## Morfología
Los machos pueden llegar a alcanzar los 11 cm de longitud total.

## Hábitat
Es un pez de mar y, de clima tropical (20 °C-26 °C)

## Distribución geográfica
Se encuentra en el Mar Rojo, el Japón, Papúa Nueva Guinea y la Gran Barrera de Coral. 

## Observaciones
Es inofensivo para los humanos. 